# Reagrupament Democràtic
Resagrupament Democràtic  (grec: Δημοκρατικός Συναγερμός, Dimokratikós Sinayermós), o DISi, és un partit polític de centredreta de Xipre, dirigit per Nicos Anastasiades. Va ser fundat el 4 de juliol de 1976 pel veterà polític Glafkos Klerides, que fou elegit president de Xipre de 1993 a 2003.
A les eleccions europees de 2004 va obtenir el 28,2% dels vots i 2 eurodiputats, Ioannis Casoulides i Panayiotis Demetriou, que es van unir al grup PPE-DE juntament amb l'expresident del partit Yannakis Matsis.
Els dirigents del partit van donar suport al Pla Annan per a l'anomenada reunificació de Xipre. Després del rebuig per la comunitat greco-xipriota, quatre diputats (Sillouris, Prodromou, Erotokritou i Taramoundas) que s'havien oposat a la línia de partit van ser expulsats i un nombre de membres van renunciar voluntàriament. Els diputats expulsats va formar un partit anomenat Democràcia Europea, que el 2005 es va fusionar amb Nous Horitzons i crearen el nou Partit Europeu. L'expresident del partit Yiannakis Matsis dirigí l'escissió Per Europa a les eleccions al Parlament Europeu. Matsis va guanyar un escó al Parlament europeu i també s'uní a grup del PPE (encara és membre de DISY).
A les eleccions legislatives xipriotes de 2006, el partit va obtenir 30,3% i 18 dels 56 escons, repetint les mateixes posicions de les eleccions legislatives xipriotes de 2001.

## Resultats electorals

### Parlament

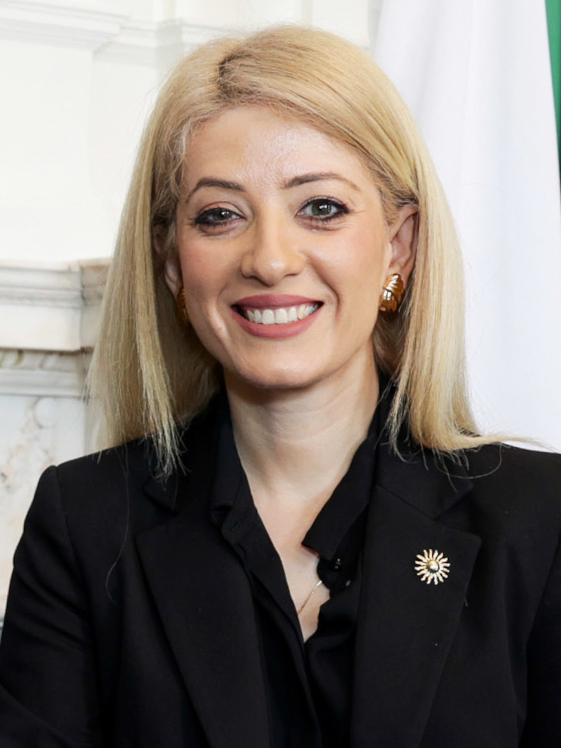
Actual presidenta del partit, Annita Demetriou.

| Any  | Vots    | Vots | Vots | Escons  | Escons |
| Any  | #       | %    | Pos. | #       | ±      |
| ---- | ------- | ---- | ---- | ------- | ------ |
| 1981 | 92,886  | 31.9 | 2n   | 12 / 35 | Nou    |
| 1985 | 107,223 | 33.6 | 1r   | 19 / 56 | 7      |
| 1991 | 122,495 | 35.8 | 1r   | 20 / 56 | 1      |
| 1996 | 127,380 | 34.5 | 1r   | 20 / 56 | =      |
| 2001 | 139,721 | 34.0 | 2n   | 19 / 56 | 1      |
| 2006 | 127,776 | 30.3 | 2n   | 18 / 56 | 1      |
| 2011 | 138,682 | 34.3 | 1r   | 20 / 56 | 2      |
| 2016 | 107,824 | 30.7 | 1r   | 18 / 56 | 2      |
| 2021 | 99,328  | 27.8 | 1r   | 17 / 56 | 1      |

### Parlament Europeu
| Any  | Vots    | Vots  | Vots | Escons | Escons |
| Any  | #       | %     | Pos. | #      | ±      |
| ---- | ------- | ----- | ---- | ------ | ------ |
| 2004 | 94,355  | 28.23 | 1r   | 2 / 6  | Nou    |
| 2009 | 109,209 | 35.65 | 1r   | 2 / 6  | =      |
| 2014 | 97,732  | 37.75 | 1r   | 2 / 6  | =      |
| 2019 | 81,539  | 29.02 | 1r   | 2 / 6  | =      |
| 2024 | 91,316  | 24.78 | 1r   | 2 / 6  | =      |

### Presidencials
| Any  | Candidat                             |         | 1a volta      | 1a volta      | 1a volta      | 2a volta      | 2a volta      | 2a volta      |
| Any  | Candidat                             |         | Vots          | %             | Resultat      | Vots          | %             | Resultat      |
| ---- | ------------------------------------ | ------- | ------------- | ------------- | ------------- | ------------- | ------------- | ------------- |
| 1978 | Spyros Kyprianou (Partit Democràtic) |         | sense oponent | sense oponent | sense oponent | sense oponent | sense oponent | sense oponent |
| 1983 | Glafcos Clerides                     |         | 104.294       | 33,9          | Derrota       |               |               |               |
| 1988 | Glafcos Clerides                     | 111.504 | 33,3          | Victòria      | 157,228       | 48,4          | Derrota       |               |
| 1993 | Glafcos Clerides                     | 130.663 | 36,7          | Derrota       | 178.945       | 50,3          | Victòria      |               |
| 1998 | Glafcos Clerides                     | 158.763 | 40,1          | Derrota       | 206.879       | 50,8          | Victòria      |               |
| 2003 | Glafcos Clerides                     | 160.724 | 38,8          | Derrota       |               |               |               |               |
| 2008 | Ioannis Kasoulidis                   |         | 150.996       | 33,51         | Victòria      | 210.195       | 46,63         | Derrota       |
| 2013 | Nicos Anastasiades                   |         | 200.591       | 45,46         | Victòria      | 236.965       | 57,48         | Victòria      |
| 2018 | Nicos Anastasiades                   | 137.231 | 35,50         | Victòria      | 215.281       | 55,99         | Victòria      |               |
| 2023 | Averof Neofytou                      |         | 103.748       | 26.11         | Derrota       |               |               |               |